# Qatar Ladies Open 2021 - Doppio
Il doppio del torneo di tennis professionistico Qatar Ladies Open 2021 che fa parte della categoria WTA 500 nell'ambito del WTA Tour 2021. Il torneo è stato giocato nel Khalifa International Tennis Complex di Doha, in Qatar dal 1º al 6 marzo 2021.
Hsieh Su-wei e Barbora Strýcová erano le detentrici del titolo, ma hanno scelto di non partecipare al torneo.
In finale Nicole Melichar e Demi Schuurs hanno sconfitto Monica Niculescu e Jeļena Ostapenko con il punteggio di 2-6, 6-2, [10-8].

## Teste di serie
1. Barbora Krejčíková /  Kateřina Siniaková (semifinali)
2. Nicole Melichar /  Demi Schuurs (vincitore)

1. Shūko Aoyama /  Ena Shibahara (primo turno)
2. Anna Blinkova /  Gabriela Dabrowski (quarti di finale)

## Wildcard
1. Çağla Büyükakçay /  Anastasija Pavljučenkova (primo turno)

1. Laura Siegemund /  Elena Vesnina (quarti di finale)

## Tabellone

### Legenda
| - Q = Qualificato - WC = Wild card - LL = Lucky loser | - ALT = Alternate - SE = Special Exempt - PR = Protected Ranking | - w/o = Walkover - r = Ritirato - d = Squalificato |

|  | Primo Turno | Primo Turno                   | Primo Turno                   | Primo Turno | Primo Turno |  |  | Quarti di finale | Quarti di finale         | Quarti di finale        | Quarti di finale        | Quarti di finale |   |      | Semifinali | Semifinali                        | Semifinali | Semifinali                   | Semifinali |   |      | Finale | Finale | Finale | Finale | Finale |  |
|  |             |                               |                               |             |             |  |  |                  |                          |                         |                         |                  |   |      |            |                                   |            |                              |            |   |      |        |        |        |        |        |  |
|  | 1           | B Krejčíková K Siniaková      | 5                             | 6           | [10]        |  |  |                  |                          |                         |                         |                  |   |      |            |                                   |            |                              |            |   |      |        |        |        |        |        |  |
|  |             | S Zheng L Zhu                 | 7                             | 3           | [3]         |  |  | 1                | B Krejčíková K Siniaková | 4                       | 6                       | [13]             |   |      |            |                                   |            |                              |            |   |      |        |        |        |        |        |  |
|  |             | K Bertens L Kerkhove          | K Bertens L Kerkhove          | 6           | 6           |  |  |                  | K Bertens L Kerkhove     | 6                       | 4                       | [11]             |   |      |            |                                   |            |                              |            |   |      |        |        |        |        |        |  |
|  | WC          | Ç Büyükakçay A Pavlyuchenkova | Ç Büyükakçay A Pavlyuchenkova | 2           | 3           |  |  |                  |                          |                         |                         |                  |   |      | 1          | B Krejčíková K Siniaková          | 6          | 3                            | [8]        |   |      |        |        |        |        |        |  |
|  | 3           | S Aoyama E Shibahara          | S Aoyama E Shibahara          | 4           | 2           |  |  |                  |                          |                         | M Niculescu J Ostapenko | 2                | 6 | [10] |            |                                   |            |                              |            |   |      |        |        |        |        |        |  |
|  |             | M Niculescu J Ostapenko       | M Niculescu J Ostapenko       | 6           | 6           |  |  |                  | M Niculescu J Ostapenko  | M Niculescu J Ostapenko | 6                       | 6                |   |      |            |                                   |            |                              |            |   |      |        |        |        |        |        |  |
|  | WC          | L Siegemund E Vesnina         | 4                             | 7           | [10]        |  |  | WC               | L Siegemund E Vesnina    | L Siegemund E Vesnina   | 3                       | 4                |   |      |            |                                   |            |                              |            |   |      |        |        |        |        |        |  |
|  |             | V Azarenka E Svitolina        | 6                             | 5           | [8]         |  |  |                  |                          |                         |                         |                  |   |      |            | Monica Niculescu Jeļena Ostapenko | 2          | 6                            | [8]        |   |      |        |        |        |        |        |  |
|  | PR          | A Klepač S Mirza              | 6                             | 65          | [10]        |  |  |                  |                          |                         |                         |                  |   |      |            |                                   | 2          | Nicole Melichar Demi Schuurs | 6          | 2 | [10] |        |        |        |        |        |  |
|  |             | L Kichenok N Kichenok         | 4                             | 7           | [5]         |  |  | PR               | A Klepač S Mirza         | A Klepač S Mirza        | 6                       | 6                |   |      |            |                                   |            |                              |            |   |      |        |        |        |        |        |  |
|  |             | L Hradecká Kr Plíšková        | 7                             | 4           | [9]         |  |  | 4                | A Blinkova G Dabrowski   | A Blinkova G Dabrowski  | 2                       | 0                |   |      |            |                                   |            |                              |            |   |      |        |        |        |        |        |  |
|  | 4           | A Blinkova G Dabrowski        | 5                             | 6           | [11]        |  |  |                  |                          |                         |                         |                  |   |      | PR         | A Klepač S Mirza                  | 5          | 6                            | [5]        |   |      |        |        |        |        |        |  |
|  |             | B Mattek-Sands J Pegula       | B Mattek-Sands J Pegula       | 6           | 6           |  |  |                  |                          | 2                       | N Melichar D Schuurs    | 7                | 2 | [10] |            |                                   |            |                              |            |   |      |        |        |        |        |        |  |
|  | PR          | E Rybakina Y Shvedova         | E Rybakina Y Shvedova         | 1           | 3           |  |  |                  | B Mattek-Sands J Pegula  | B Mattek-Sands J Pegula | 1                       | 1                |   |      |            |                                   |            |                              |            |   |      |        |        |        |        |        |  |
|  |             | A Guarachi D Jurak            | A Guarachi D Jurak            | 2           | 3           |  |  | 2                | N Melichar D Schuurs     | N Melichar D Schuurs    | 6                       | 6                |   |      |            |                                   |            |                              |            |   |      |        |        |        |        |        |  |
|  | 2           | N Melichar D Schuurs          | N Melichar D Schuurs          | 6           | 6           |  |  |                  |                          |                         |                         |                  |   |      |            |                                   |            |                              |            |   |      |        |        |        |        |        |  |